# Кумсара (река)
Кумсара — река в Вологодской области России, левый приток Казары.
Вытекает из болота на юге Енинского сельского поселения Белозерского района, течёт на юг и впадает в Казару в 3,8 км от её устья на территории Никольского сельского поселения Кадуйского района. Длина реки составляет 50 км.
Основные притоки:
- Кобылинский ручей — правый,
- ручей Шушбой (Мокруша) — 44 км, левый,
- Чёрный ручей — левый,
- Папин ручей — правый,
- ручей Лалач (Лопач) — 22 км, левый,

Населённые пункты на берегах: Красная Заря, Данилково, Кумсара.

## Данные водного реестра
По данным государственного водного реестра России относится к Верхневолжскому бассейновому округу, водохозяйственный участок реки — Суда от истока и до устья, речной подбассейн реки — Реки бассейна Рыбинского водохранилища. Речной бассейн реки — (Верхняя) Волга до Куйбышевского водохранилища (без бассейна Оки).
Код объекта в государственном водном реестре — 08010200212110000008057.